# أندي أندرسون (عسكري)
أندي أندرسون (بالإنجليزية: Andy Anderson)‏ هو عسكري أمريكي، ولد في 23 أكتوبر 1913، وتوفي في 9 ديسمبر 2010.